# 百金花属
百金花属（学名：Centaurium），又名百金屬，是龙胆科下的一个属，为一年生至多年生草本植物。该属共有约40种，分布于温带、亚热带地区。

## 物种
本属包括以下物种：
- 日本鬼燈檠 Centaurium erythraea
- Centaurium japonicum
- 美丽百金花 Centaurium pulchellum
  - 百金花 Centaurium pulchellum var. altaicum